# 北極星 (短篇小說)
《北極星》（英語：Polaris）是美國作家霍華德·菲利普斯·洛夫克拉夫特於1918年創作的一篇奇幻短篇小說，首次發表於業餘雜誌The Philosopher的1920年12月號。這個故事介紹了洛夫克拉夫特虛構的纳克特抄本，也是他神秘魔典中的第一本。
在這個故事中，一位未曾透露姓名的敘述者描述了他對北極星的夜間迷戀以及對一個被圍攻的城市的反覆夢境的困擾。敘述者苦苦思索他所處的現實是否真實，或者他的夢境才是真正的現實。評論家指出了這個故事中自傳性的元素，並將其與洛夫克拉夫特在第一次世界大戰期間的無能感相連接。

## 故事情節
故事開始時，敘述者描述了從他的窗戶觀察到的夜空，特別是北極星，他形容它像是「一隻瘋狂監視的眼睛，努力傳達某種奇怪的訊息，卻唯一能回憶起來的是它曾經有一個要傳達的訊息」。
接著他描述了一個極光出現在沼澤地上的晚上，並且在這個晚上他第一次夢到一個位於兩座山峰之間的高原上的大理石城市，夜空中的北極星閃耀著。敘述者描述自己在城市中觀察房屋內的動靜，看到男人們開始走上街道，在他從未聽過的語言中互相交談，但仍然奇怪地理解。然而，在他學習到更多關於這個城市之前，他就醒了。
他多次地夢到了那個城市和居住其中的人們。過了一段時間，敘述者厭倦了僅僅存在於那裡，作為一個無形的觀察者，並渴望在城市中建立自己的位置，同時開始質疑他對現實的概念化，以及是否這只是一個夢，還是它是真實存在的。
有一天晚上，當他聆聽居住在城市裡的人們的演講時，敘述者突然得到了實體：不是作為陌生人，而是作為城市的居民，他現在知道這座城市叫做奧拉索，位於洛瑪爾地區的薩基斯高原上，正在被一個敵人稱為因紐托人圍攻。
當城市中的其他人與因紐托人交戰時，敘述者被派往一座瞭望塔，以便在因紐托人進入城市本身時發出信號。在塔內，他注意到天空中的北極星，感覺到它是一股邪惡的存在，聽到一首似乎是被星星說出的韻律：

"沉睡吧，守望者，直到宇宙輪迴，
六萬二千年已經旋轉，
而我回到我現在燃燒的地方。
其他的星星將會接著升起 到天空的軸心；
有安慰人的星星，也有祝福的星星，帶來甜蜜的遺忘：
只有當我的旅程結束， 過去才會打擾你的門。"
對韻律的意義感到不確定，他漸漸入睡，因此未能完成他守護奧拉索的職責。醒來後，他發現自己又回到了沼澤邊的房子裡，但他現在確信，這個生活並不是真實的，而是他永遠無法醒來的夢。

## 靈感
評論家威廉·富爾威勒寫道，北極星是洛夫克拉夫特最具自傳性的故事之一，反映了他在第一次世界大戰期間的內疚、挫折和無用感。就像敘述者一樣，洛夫克拉夫特被剝奪了戰士的角色，因為他體弱多病，當承受壓力和困苦時會出現奇怪的昏厥.
像許多洛夫克拉夫特的故事一樣，《北極星》部分是受到一個夢的啟發，他在一封信中描述了這個夢：「幾夜前，我做了一個關於奇異城市的奇異夢──一個擁有許多宮殿和鍍金圓頂的城市，位於灰色、恐怖的山脈之間的凹地裡.... 我，如我所說，視覺上知道這個城市。我在城市裡也在城市周圍。但確定的是，我並沒有實體存在。」
洛夫克拉夫特對故事風格與鄧薩尼勳爵的奇特相似性作出了評論，儘管他在另一年才讀到他的作品。 洛夫克拉夫特百科全書認為洛夫克拉夫特和鄧薩尼都受到愛倫·坡的散文詩的影響。

## 出版
北極星最初於1920年12月的哲學家期刊，一本業餘期刊中首次發表。後來在1926年5月的National Amateur，1934年2月的奇幻迷雜誌，以及1937年12月的詭麗幻譚再版。

## 來源
- 洛夫克拉夫特, 霍華德P. . 喬希, S. T.  (编).  第九版校正印刷. 威斯康辛州索克城: 阿卡姆之家（英语：Arkham House）. 1986 [1918]. ISBN 0-87054-039-4.

## 外部連結
- A collection of public domain H. P. Lovecraft short fiction - Standard Ebooks
- Full-text （页面存档备份，存于） at The H. P. Lovecraft Archive
- 列在網路推理小說資料庫中的《北極星 (短篇小說)》
- LibriVox中的公有领域有声书《Polaris》